# Christian Morgenstern Schule (Hamburg)
Die Christian Morgenstern Schule ist eine Waldorfschule im Hamburger Stadtteil Eimsbüttel. Die staatlich genehmigte Ersatzschule ist eine Stadtteilschule in Langform und führt einzügig von Klasse 1 bis hin zu Klasse 13.

## Geschichte
Die Schule nahm 2008 als freie Grundschule den Betrieb auf und schloss sich danach dem Bund der Freien Waldorfschulen an. Die Schule ist nach dem Dichter Christian Morgenstern benannt. Die Zulassung als Ersatzschule für die Sekundarstufe I erfolgte 2014, die Zulassung für die Sekundarstufe II folgte 2018.

## Lage und Architektur

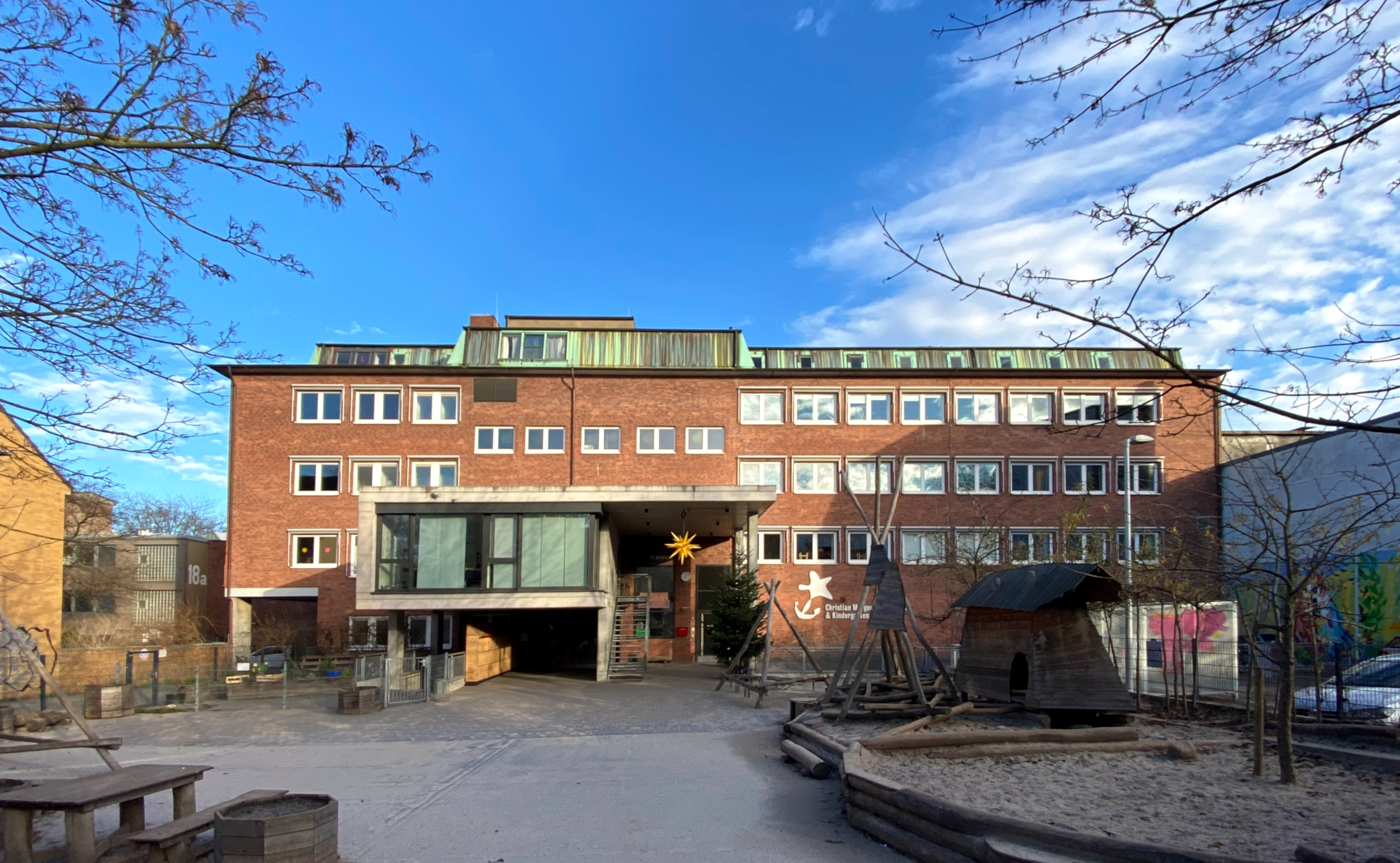
Ansicht der Schule von der Heinrichstraße aus

Die Schule befindet sich in Hamburg-Eimsbüttel an der Heinrichstraße 14 und 14a. In den 1960er-Jahren war im Gebäude ein Kaufhaus untergebracht. Später wurde das Gebäude als Bürogebäude und vom Kinderhaus Heinrichstraße genutzt. Durch den Umzug des Kinderhauses an den Stenvort wurden Flächen frei, so dass eine Waldorfschule nahe der Sternschanze möglich wurde. Das Gebäude wurde im laufenden Betrieb für den Schulbetrieb umgebaut.
Der Umbau des Gebäudes wurde 2012 abgeschlossen und kostete 3,5 Mio. Euro. Die beim Umbau überarbeitete Bruttogeschossfläche war 3.500 m² groß. Das Gebäude erhielt beim Umbau einen Anbau aus Sichtbeton, das Untergeschoss wurde zum naturwissenschaftlichen Bereich umgebaut. Daneben befindet sich eine Kita im Gebäude, ein Supermarkt ist im Erdgeschoss mit Eingang zur Eimsbütteler Chaussee untergebracht. Das Dachgeschoss des zur Heinrichstraße gelegenen Gebäudeteils wurde zu einem Vollgeschoss aufgestockt, womit das Gebäude fünfgeschossig wurde.

## Schulprofil
Schulträger ist ein eingetragener Verein. Unterrichtet wird von der 1. bis zur 12. Klasse, danach können sich die Schüler in einem 13. Schuljahr auf das Abitur vorbereiten. Somit gilt die Schule als Stadtteilschule mit integrierter Grundschule, also als Stadtteilschule in Langform.
Im Schuljahr 2020/2021 wurden im Grundschul- und Stadtteilschulzweig der Christian Morgenstern Schule insgesamt 327 Schüler unterrichtet. Hamburger Privatschulen werden nicht von der Sozialindex-Schulstatistik erfasst, jedoch lässt der Anteil der Schüler mit Migrationshintergrund und die Zahl der Empfänger von kostenlosen Mittagessen aus Bildung-und-Teilhabe-Mitteln (BuT) Rückschlüsse auf die soziale Zusammensetzung der Elternschaft zu, insbesondere im Vergleich zu staatlichen Schulen im selben Einzugsgebiet. An der Christian Morgenstern Schule gab es im Schuljahr 2020/2021 etwa 26 % Schüler mit Migrationshintergrund, etwa 3 % der Schüler empfingen BuT-Mittel. Im Vergleich hatten im selben Jahr die umliegenden Grundschulen Sternschanze (44 %) und Arnkielstraße (51 %) sowie die Stadtteilschule Altona (ehemals Kurt-Tucholsky-Schule) an der Eckernförder Straße mit 77 % einen doppelt bis dreifach so hohen Anteil an Schülern mit Migrationshintergrund.